# Mechanik (czasopismo)
Mechanik – miesięcznik naukowo-techniczny wydawany przez SIMP, adresowanym do inżynierów-konstruktorów i technologów, przedsiębiorców oraz producentów maszyn, urządzeń i narzędzi, rzemieślników oraz słuchaczy średnich i wyższych szkół technicznych.
Mechanik to istniejący od 1909 roku miesięcznik naukowo-techniczny, który ma opinię nie tylko najstarszego, ale i najbardziej reprezentatywnego dla branży mechanicznej.
Mechanik jest pismem o ogólnopolskim zasięgu, polecanym dla inżynierów-konstruktorów i technologów, przedsiębiorców oraz producentów maszyn, urządzeń i narzędzi, rzemieślników oraz słuchaczy średnich i wyższych szkół technicznych.
Mechanik zamieszcza na swych łamach artykuły o:
- nowoczesnych rozwiązaniach dotyczących konstrukcji i technologii maszyn, urządzeń i narzędzi,
- najnowszych trendach z zakresu eksploatacji obrabiarek i urządzeń technologicznych,
- najciekawszych osiągnięciach w dziedzinie obróbki wiórowej, ściernej, erozyjnej i plastycznej oraz przetwórstwa tworzyw sztucznych,
- nowych technikach dotyczących napędów i sterowań hydraulicznych oraz pneumatycznych,
- zastosowaniach techniki komputerowej CAD/CAM/CAE do prac inżynierskich,
- godnych polecenia nowościach z zakresu metrologii, materiałoznawstwa, organizacji produkcji,
- bieżącą informację techniczną o targach, konferencjach, sympozjach, normach i literaturze fachowej.

Mechanik prezentuje wytwórców oraz profil ich produkcji i charakterystykę wytwarzanych przez nich wyrobów. Na stronie internetowej mechanik.media.pl zamieszczamy bezpłatnie odnośniki (linki) do firm, które zamieszczają reklamy lub artykuły promocyjne w Mechaniku.
Dostępny tylko w prenumeracie.
Oprócz dużych zakładów przemysłowych znaczną liczbę prenumeratorów stanowią małe i średnie zakłady produkcyjne, instytuty badawczo-rozwojowe, wyższe uczelnie i szkoły średnie techniczne.
Mechanik ukazuje się w pierwszych dniach miesiąca.